# 北京高校学生自治联合会
北京高校学生自治联合会，简称“北高联”（该组织成员所用）、“高自联”（中华人民共和国政府所用）或「市高聯」（《歷史的大爆炸：六四事件全境實錄》所用），是1989年北京各高校大学生运动中产生的自治性组织。前身为1989年4月23日前北大物理系研究生刘刚成立的北京市高校临时学联；1989年4月28日，组成北京高校学生自治联合会。前期北高联采常委会固定主席制，发起人是刘刚，历任主席是周勇军、吾尔开希、封从德，后期北高联改为常委会轮值主席制。

## 成立背景
1985年，邓小平提出政治体制改革，1986年9月，中共中央成立中央政治体制改革研讨小组，开始了总体方案的酝酿和设计，严家其担任要职。1987年10月，中共十二届七中全会原则同意了《政治体制改革总体设想》，决定将这一设想的基本内容写入十三大报告中。资产阶级自由化思潮时起时伏，社会上热烈议论政治体制改革，大学生开始转向“参与热”、“参政热”、“文化热”、“民主热”。1986年6月和1988年6月对首都大学生思想状况的调查数据：认为“靠共产党的领导，中国富强没有希望，主张多党制”的，1986年为20.5％，1988年为21.1％；认为“社会主义与资本主义无优劣之分，主张搞资本主义”的，1986年为16.8％，1988年为34.5％。1988年的“《河殇》热”、“东欧、苏联的政治体制改革讨论热”在大学生中扩散。一些高校政治性讲座、讨论、“民主沙龙”开始活跃起来。
1988年5月4日，在方励之和他的妻子北京大学物理系副教授李淑娴的支持下，由物理系研究生劉剛（半年後由國政系一年級本科生王丹等人接替）在北京大学办起了“民主沙龙”，从这天起到1989年5月12日，一共举办了17次“民主沙龙”主要由王丹等人主持，方、李充当军师。有人提出“如果各地高校都成立联合组织，一下子就可以把全国学联替代了。在共产党体制下建立第一个自发的学生联合组织，将对整个中国的政局有很大影响。折腾起来，一下子就是百万大军”。
1989年4月19日，在北大三角地一群學運活躍分子為骨幹的兩千人集會上，成立了“北大团结学生会筹委会”，来领导学生运动。这个“筹委会”由7人组成：丁小平、王丹、杨涛、杨丹涛、熊炎、封从德、常劲。“北高联”就是在“团结学生会”的基础上发展起来的。
4月20日，由丁小平主持，召集各校300余名学生开会，宣布成立“北京高校学生联合会”，直接组织了4月22日数万学生在天安门广场的请愿活动。4月23日，21所高校的“代表”在圆明园开会，会议由刘刚组织并在其圆明园附近的家里进行，会议宣布成立“北高联”前身“北京市高校临时委员会”（起初由刘刚建议名为团结青年联合会），即北京高校临时学联，选举政法大学周勇军为第一任主席，成员有吾尔开希、马少芳、臧凯等。
4月28日，“临时学联”在政法大学开会，撤销周勇军的主席职务，由吾尔开希接任。同时，“临时学联”改名为“北京高校自治联合会”，“北高联”由此正式成立。5月1日《上海市高校学生自治联合会公告》出台。5月21日、22日，上海高校部分学生决定正式成立“上海高校自治联合会”。4月29日，全国学联和北京市学联在共青团团中央会议室主持召开关于惩治“官倒”、清理公司、廉政建设、发展教育、新闻报道和学生罢课、游行等问题座谈会。当一位政法大学的学生提出政府应同“北京大学生自治联合会”对话时，国务院发言人袁木和国家教委副主任何东昌明确表示，我们是来同全国学联、北京市学联邀请的学生进行座谈、对话的。对未经认可的非法学生组织，我们不予承认。

## 活动的展开
北高联组织了1989年4月22日天安门广场的请愿，24日开始组织全市高校罢课，组织了5月4日及其以后的各次游行。5月3日，北京市高校学生自治联合会递交的给全国人大常委会、国务院和中共中央的“请愿书”共有12条，称绝不同意由各高校学生会、研究生会指派学生代表与政府对话。在戈尔巴乔夫访华期间，组织了5月13日开始的绝食行动，而实际上后来流出的西班牙摄影队拍摄的视频显示，广场上的学生是唱着歌离开天安门广场。而四君子之一，最后离开广场的侯德健也表示没有看到学生在广场上被枪击和死亡。四通公司集团总裁万润南，在5月21日到23日的3天里，5次同王丹等人两次召集占据天安门广场的学生开会和商谈。5月25日，“北高联”开会，制定了两套方案，决定用最激烈的方式向當局发起进攻，他们派出了5个宣传团到全国各地串联，在全国搞统一的行动。6月2日，他们在纪念碑前举办了“战利品”展览，主要是當局故意丟棄的军用物品。与“工自联”召开联席会，制定了全国计划。六四期间，万润南的四通公司出资20万元向“北高联”等组织运去大量食品、饮料和药物外，还送去了供宣传用的器材。《世界经济导报》国内经济部主任陈乐波“建议”上海“北高联”和“中自联”（中等学校自治联合会）的学生代表“聚会研究下一步行动方向”。他向学生提出了三条行动纲领：
1. 争取公民的基本权利。这次取得了游行权，我们还应有其他的权。
2. 争取高校学生自治会合法化。把阵地夺下来，报社、工会、党支部、民主党派，夺一个是一个，能改造一个就是一个。
3. 要抓住一切机会，进行新的启蒙。[16]

## 终止经过
1989年6月8日北京市人民政府、戒严部队指挥部通告：
“北京市高校学生自治联合会”（即“高自联”）、“北京工人自治联合会”（即“工自联”），是未经依法登记的非法组织，必须立即自动解散。“高自联”、“工自联”两个非法组织的成员，必须立即停止一切非法活动。“高自联”的头头、“工自联”的头头是在首都煽动和组织这次反革命暴乱的重要分子。自本通告发布之日起，以上两种人必须立即到所在地区的公安机关投案自首，争取宽大处理。对拒不投案自首者，将依法缉拿归案，从严惩处。
六四事件發生後的第九天即6月13日，中华人民共和国公安部向全国转发北京市公安局通缉令，搜捕北京市高校学生自治联合会在逃分子21人。序言是：

　　非法组织“北京市高校学生自治联合会”（“高自联”）在北京煽动，组织反革命暴乱，现决定对其在逃的头头和骨干份子王丹等二十一人实施通缉（通缉名单及体貌特征、照片附后），请接此通缉令后，立即部署查缉，发现后及予拘留，并即告北京市公安局。

这份通缉令曾经在《人民日报》转载。搜捕对象是王丹、吾尔开希、刘刚、柴玲、周锋锁、翟伟民、梁擎墩、王正云、郑旭光、马少方、杨涛、王治新、封从德、王超华、王有才、张志清、张伯笠、李录、张铭、熊炜及熊焱。
1989年6月12日中华全国学生联合会负责人发表谈话支持取缔“北高联”。
1989年之后，北高联多位领导流亡西方国家从事中国民主化运动。